# Scott Goldblatt
Scott Goldblatt (* 12. Juli 1979 in Scotch Plains, New Jersey) ist ein US-amerikanischer Freistilschwimmer.
Scott Goldblatt gewann bei der Sommer-Universiade 1997 in Sizilien Silber über 200 m Freistil und Gold mit der 4 × 200-m-Freistilstaffel. Bei den Schwimmweltmeisterschaften 2001 in Fukuoka gewann er mit der US-amerikanischen 4 × 200-m-Freistilstaffel die Bronzemedaille. Bei den Olympischen Spielen 2000 in Sydney schied Goldblatt über 200 m Freistil im Halbfinale aus und belegte den neunten Platz. Über 4 × 200 m Freistil gewann er die Silbermedaille. Bei den Olympischen Spielen 2004 in Athen wurde er nur im Vorlauf über 4 × 200 m Freistil eingesetzt, da die amerikanische Staffel im Finale aber Olympiasieger wurde, bekam er ebenfalls die Goldmedaille.